# Street Horrrsing
Street Horrrsing — дебютный студийный альбом британского электронного музыкального дуэта Fuck Buttons, который вышел 17 марта 2008 года на лейбле ATP Recordings. Альбом получил в целом положительные отзывы музыкальных критиков, достиг двадцать третьего места в британском музыкальном чарте UK Independent Albums Chart. Pitchfork включил его в список «50 лучших альбомов 2008 года».

## Отзывы
| Совокупная оценка | Совокупная оценка |
| Источник          | Оценка            |
| ----------------- | ----------------- |
| Metacritic        | 80/100            |
| Оценки критиков   |                   |
| Источник          | Оценка            |
| AllMusic          | [ 3 ]             |
| The A.V. Club     | B−                |
| The Irish Times   | [ 5 ]             |
| Mojo              | [ 6 ]             |
| Pitchfork         | 8.6/10            |
| Spin              | [ 8 ]             |
| Uncut             | [ 9 ]             |
| URB               | [ 10 ]            |

Альбом получил положительные отзывы музыкальных критиков.
На сайте Metacritic, который присваивает средневзвешенную оценку из 100 баллов отзывам основных критиков, альбом получил средний балл 80, основанный на 19 отзывах, что означает «в целом благоприятные отзывы».
Хизер Фарес из AllMusic отметил, что «Fuck Buttons на своём дебютном альбоме Street Horrrsing сосредоточились не на чем-то приторном, а на работе со слоями звуков. Коллаж из хрупкой электроники, пост-роковых эпиков и надрывного шума Fuck Buttons напоминает более чем несколько других групп — они способны бушевать, как Wolf Eyes, вызывать мёртвое спокойствие Aa, вторить величию Mogwai, а также осваивать территорию, схожую с такими участниками тура, как Stars of the Lid и Deerhunter — но они соединяют эти элементы вместе своим собственным прекрасным, а зачастую и тревожным способом. Этот дебют настолько же удовлетворителен, насколько и многообещающ».
Pitchfork поместил его на 20-е место в списке «50 лучших альбомов 2008 года».

## Список композиций
Слова и музыка всех песен — Fuck Buttons.
| №  | Название                               | Длительность |
| -- | -------------------------------------- | ------------ |
| 1. | «Sweet Love for Planet Earth»          | 9:40         |
| 2. | «Ribs Out»                             | 3:57         |
| 3. | «Okay, Let's Talk About Magic»         | 10:08        |
| 4. | «Race You to My Bedroom / Spirit Rise» | 9:18         |
| 5. | «Bright Tomorrow»                      | 7:41         |
| 6. | «Colours Move»                         | 8:54         |

## Чарты
| Чарт (2008)                                  | Высшая позиция |
| -------------------------------------------- | -------------- |
| Великобритания (UK Independent Albums Chart) | 23             |